# Agonotrechus sinotroglophilus
Agonotrechus sinotroglophilus is een keversoort uit de familie van de loopkevers (Carabidae). De wetenschappelijke naam van de soort werd voor het eerst geldig gepubliceerd in 1999 door Deuve.